# Kluitjesvoetbal
Kluitjesvoetbal is een manier van voetballen, waarbij het hele team naar de bal toeloopt, en dus alle spelers op een kluitje staan. Dit komt met name voor bij kinderelftallen en is als uitdrukking bruikbaar voor zulk gedrag van een groep volwassenen in organisaties.
Een speltechnisch nadeel is dat spelers elkaar in de weg lopen, en dat een uitbraak van de tegenstander in het geheel niet kan worden verdedigd. Het team heeft geen beheersing van de situatie, zelfs niet in het drukke gebiedje. Kluitjesvoetbal is te voorkomen door taakbesef en samenwerking.